# Hällby distrikt
Hällby distrikt är ett distrikt i Eskilstuna kommun och Södermanlands län. 
Distriktet ligger nordväst om Eskilstuna. 

## Tidigare administrativ tillhörighet
Distriktet inrättades 2016 och utgörs av socknen Torshälla i Eskilstuna kommun
Området motsvarar den omfattning Hällby församling hade 1999/2000 och fick 1952 när en del bröts ut till Torshälla stadsförsamling.